# Renato Kelić
Renato Kelić (sinh ngày 31 tháng 3 năm 1991) là một cầu thủ bóng đá người Croatia thi đấu cho ở vị trí trung vệ.
Renato Kelić sinh ra ở Vinkovci, nơi anh bắt đầu sự nghiệp bóng đá. Anh là thành viên của đội trẻ HNK Cibalia khi anh được mua bởi câu lạc bộ Cộng hòa Séc Slovan Liberec. Kelić có màn ra mắt cho Slovan tại Cúp bóng đá Séc trước FK Turnov.
Ngày 18 tháng 1 năm 2014, Kelić chuyển đến đội bóng Serie B Padova theo hợp đồng 2,5 năm.

## Danh hiệu
Slovan Liberec
- Czech First Giải vô địch: 2011–12

Universitatea Craiova
- Cúp bóng đá România: 2017–18